# Heavier Than Metal
| Оценки критиков | Оценки критиков |
| Источник        | Оценка          |
| --------------- | --------------- |
| Rock Hard       | [ 1 ]           |
| Metal.de        | [ 2 ]           |

Heavier Than Metal (с англ. — «Тяжелее, чем метал») — дебютный мини-альбом канадской хэви-метал-группы Skull Fist, выпущенный 1 марта 2010 года. Материал альбома выполнен в стиле классического хэви-метала 80-х годов и был тепло принят как музыкальными критиками, так и фанатами тяжёлой музыки. В конце 2010 года этот альбом победил в конкурсе Rock the Nation, что позволило группе подписать контракт с лейблом NoiseArt Records для записи дебютного альбома Head öf the Pack.

## Список композиций
Слова и музыка всех песен — Skull Fist.
| №                   | Название              | Перевод названия             | Длительность |
| ------------------- | --------------------- | ---------------------------- | ------------ |
| 1.                  | «Sign of the Warrior» | «Знак воина»                 | 4:56         |
| 2.                  | «Heavier than Metal»  | «Тяжелее, чем метал»         | 3:40         |
| 3.                  | «Blackout»            | «Отключка»                   | 4:46         |
| 4.                  | «Ride the Beast»      | «Оседлать зверя»             | 3:36         |
| 5.                  | «No False Metal»      | «Никакого фальшивого метала» | 4:39         |
| Общая длительность: | Общая длительность:   | Общая длительность:          | 21:37        |

## Участники записи
Skull Fist
- Джеки Слотер — вокал, гитара
- Сэр Шред — гитара
- Элисон Тандерленд — ударные

Технический персонал
- Дэн "The Man" Цурунис — сведение, мастеринг
- Фил Бернард — обложка